# Drapetides uniformis
Drapetides uniformis är en fjärilsart som beskrevs av Swinhoe 1907. Drapetides uniformis ingår i släktet Drapetides och familjen tandspinnare. Inga underarter finns listade i Catalogue of Life.